# Harry Henningsen

Harry Henningsen, vor 1939

Harry Henningsen (* 14. Juli 1895 in Hamburg; † 8. März 1944 ebenda) war ein deutscher Politiker (NSDAP). Er war stellvertretender Leiter des Gaues Hamburg.

## Leben und Wirken
Nach dem Besuch der Volksschule in Hamburg absolvierte er dort eine kaufmännische Lehre. Von 1915 bis 1918 nahm er am Ersten Weltkrieg teil, in dem er 1916 vor Verdun schwer verwundet wurde.
Zum 5. Juni 1926 schloss Henningsen sich der NSDAP an (Mitgliedsnummer 37.615), und wurde im selben Jahr Ortsgruppenleiter. Später folgten Parteiämter als Kreisleiter, Gauinspekteur, Gauorganisationsleiter und stellvertretender Gauleiter. Ein erstes öffentliches Amt übernahm er 1930 als Mitglied der Hamburger Bürgerschaft.
Wenige Monate nach der Machtergreifung der Nationalsozialisten wurde Henningsen im Mai 1933 zum Hamburgischen Senatsrat und im August 1933 zum Staatsrat ernannt.
Vom 29. März 1936 bis zu seinem Tod gehörte Henningsen dem nationalsozialistischen Reichstag als Abgeordneter für den Wahlkreis 34 (Hamburg) an. Sein Mandat wurde anschließend bis zum Kriegsende von Max Schoppe weitergeführt.
Im März 1937 wurde Henningsen zum Beauftragten des Reichsleiters der Deutschen Arbeitsfront für die Sozialversicherung ernannt. Im Oktober 1942 wurde er Sonderbeauftragter des Reichsministers für die besetzten Ostgebiete. Daneben war er auch Mitglied des Aufsichtsrates der Hamburger Sparkasse von 1864.

## Belege
1. ↑  Bundesarchiv R 9361-IX KARTEI/14900330
2. ↑  Erich Stockhorst: 5000 Köpfe – Wer war was im Dritten Reich, 2000, S. 189

| Personendaten    | Personendaten                          |
| ---------------- | -------------------------------------- |
| NAME             | Henningsen, Harry                      |
| KURZBESCHREIBUNG | deutscher Politiker (NSDAP), MdHB, MdR |
| GEBURTSDATUM     | 14. Juli 1895                          |
| GEBURTSORT       | Hamburg                                |
| STERBEDATUM      | 8. März 1944                           |
| STERBEORT        | Hamburg                                |